# Municipio San Gabriel
Koordinaten: 19° 45′ N, 103° 45′ W
San Gabriel ist ein Municipio im mexikanischen Bundesstaat Jalisco in der Región Sur. Das Municipio hatte beim Zensus 2010 15.310 Einwohner; die Fläche des Municipios beträgt 748,3 km². Zwischen 1934 und 1993 lautete der Name des Municipios Venustiano Carranza.
Größter Ort im Municipio und Verwaltungssitz ist das gleichnamige San Gabriel (1934–1993 ebenfalls Venustiano Carranza genannt). Weitere Orte mit zumindest 1000 Einwohnern sind Jiquilpan, Alista, El Jazmín und Las Primaveras. Das Municipio umfasst insgesamt 63 Ortschaften.
Das Municipio San Gabriel grenzt an die Municipios Tonaya, Tapalpa, Sayula, Zapotlán el Grande, Tuxpan, Zapotitlán de Vadillo, Tolimán und Tuxcacuesco.
Das Gemeindegebiet weist aufgrund der Lage am Rande der Sierra Volcánica Transversal eine recht uneinheitliche Orographie auf. Der höchste Punkt des Municipios liegt auf 3700 m. Gut die Hälfte der Gemeindefläche ist bewaldet, etwa 30 % werden landwirtschaftlich genutzt.